# Szeklerzy
Szeklerzy, Seklerzy, Sekelowie (węg. Székely [l.poj.], Székelyek [l.mn.] (wym. /ˈseːkɛj/), łac. siculitas) – grupa etniczna zamieszkująca wschodnią część Siedmiogrodu (nazywaną także Seklem bądź Seklerszczyzną, węg. Székelyföld lub Székely) w dzisiejszej Rumunii.
W latach 90. pochodzenie szeklerskie zadeklarowało jedynie około tysiąca osób. W 2002 mieszkało tam około 650 tysięcy Seklerów wraz z około 100 tysiącami Rumunów i przedstawicieli innych narodowości. Współcześnie Seklerzy w spisach powszechnych deklarują narodowość węgierską, co świadczy o zakończonym procesie konwersji, będącej rezultatem madziaryzacji z jednej strony, a koniecznością obrony tożsamości (w opozycji do Rumunów i rumunizacji) z drugiej. Podobna sytuacja ma miejsce w Mołdawii Zachodniej, gdzie mniejszość węgierskojęzyczna i katolicka, czyli Czangowie, również coraz częściej deklarują przynależność do narodu węgierskiego.

## Etymologia nazwy
Nazwa ludu Seklerów, Székely, wywodzona bywa od węgierskiego szegély – „granica” i starowęgierskiego szegel – „strażnik granic”, co byłoby zgodne z funkcją spełnianą w przeszłości przez społeczność seklerską. Inna, mniej popularna teoria wyprowadza pochodzenie od węgierskiego słowa szekér „wóz, powóz”, nawiązując w ten sposób do tradycji plemion koczowniczych (również węgierskich).

## Pochodzenie i kultura
Seklerzy są węgierskojęzyczni, obecnie mają węgierską świadomość narodową, a wielu badaczy uważa ich również za odłam Węgrów, jednak ich pochodzenie nie jest jeszcze całkowicie zbadane. Niewielkie grupy uczonych reprezentują pogląd, iż są oni pochodzenia huńskiego, awarskiego, gepidzkiego, kabarskiego lub wołoskiego. Większa grupa badaczy uważa, że ich korzenie są tureckie. Istnieje też teza identyfikująca ich ze wzmiankowanymi na początku XI wieku „Czarnymi Węgrami” oraz z potomkami zmadziaryzowanych w XII wieku Pieczyngów lub Połowców. Jako dowód innego niż madziarskie pochodzenia Seklerów przytacza się charakterystyczne dla nich nagrobki słupowe (węg. kopjafá) i bramy seklerskie. Przytaczana w tym miejscu bywa również występująca początkowo dwujęzyczność ugrofińsko-turecka, choć w roku 950 cesarz bizantyński Konstantyn VII nazywa samych Węgrów mylnie Turkami. Węgierski jako język wiodący ugruntował się wśród Seklerów ostatecznie w średniowieczu (ok. X wieku).
Czasami pismo rowasz (węg. rovásírás) i legendy o pochodzeniu huńskim traktowane są jako dowody odrębności Seklerów. Jednak oba te argumenty są błędne, gdyż tego pisma Węgrzy używali powszechnie w czasach przedchrześcijańskich, zaś jedynie Seklerzy używali go dłużej, po części aż do około 1850 roku. Również wspólne są legendy o pochodzeniu huńskim (podanie o Czabie, synu Attyli – węg. Csaba i legenda o Hunorze i Magorze), pochodzące prawdopodobnie z V wieku, kiedy to Madziarzy ściśle związani byli ze zlepkiem plemion Hunów, zwanym państwem Onogurów.
Seklerzy stanowili wspólnotę plemienną, określaną w średniowieczu jako Zekel, Zakuli (Simon Kézai), Sicli, Siculi (Anonim), i Székeý (Ibn Dasta).

## Historia

### Od zarania do rozpadu Austro-Węgier

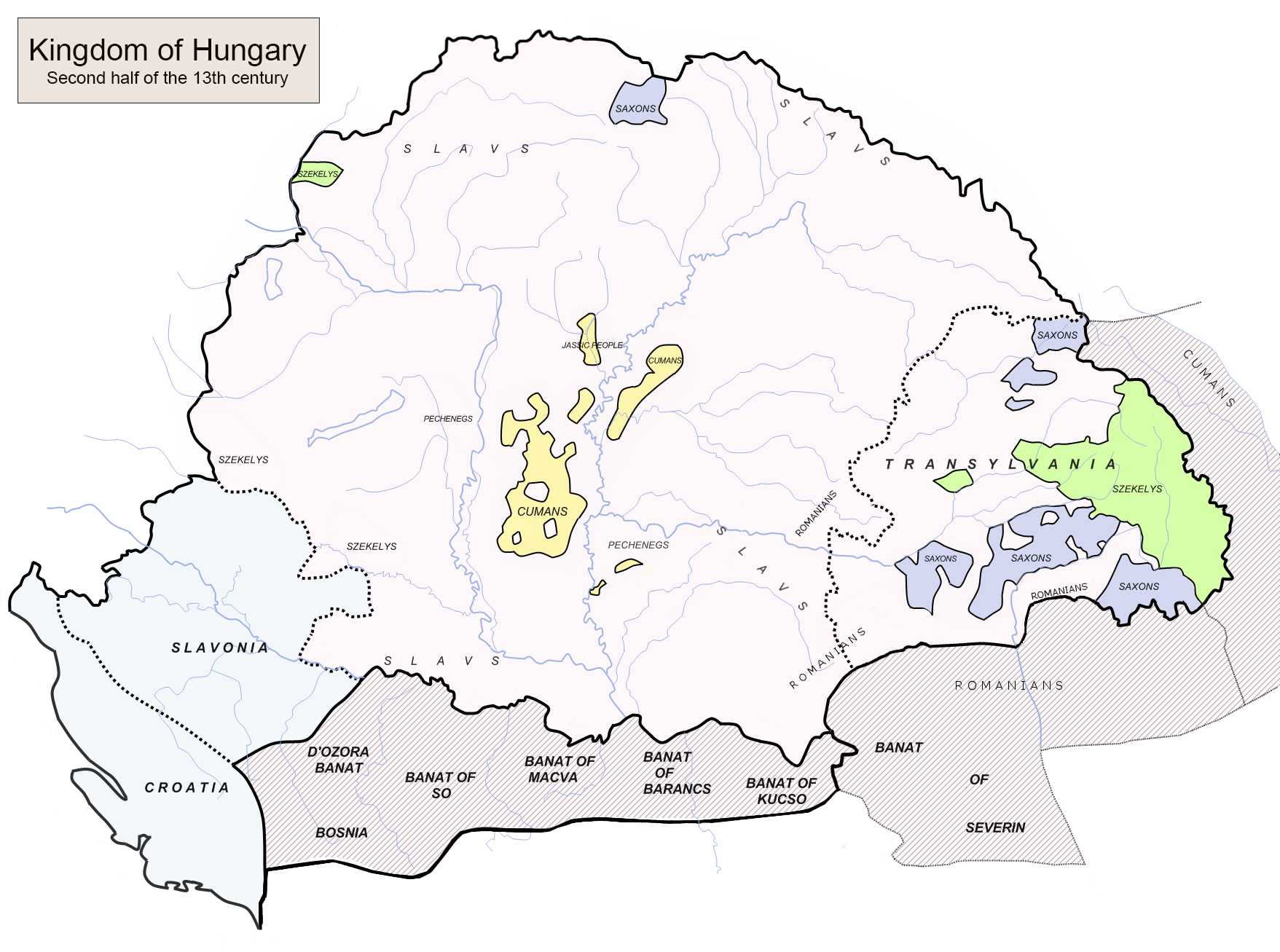
Tereny Seklerów w XIII wieku (na zielono)

Nie jest znana dokładna data przybycia Seklerów na tereny naddunajskie. Ze źródeł pisanych (anonimowej kroniki Gesta Hungarorum z XII/XIII wieku oraz z Gesta Hunnorum et Hungarorum Simona Kézaia z XIII wieku) wynika, że w X wieku plemiona seklerskie zamieszkiwały równinę Panonii. Seklerzy pozostawali w awangardzie plemion madziarskich, biorąc udział w różnych operacjach wojskowych.
Po raz pierwszy opisano Seklerów w kronice Węgier w 1116 roku jako szczep niezwykle waleczny i wierny. Wtedy to wraz z Pieczyngami brali udział w bitwie nad rzeką Olšavą, prowadzoną pomiędzy węgierskim królem Stefanem II a czeskim Władysławem I. W 1146 roku oddział seklerski, wchodzący w skład armii króla Gejzy II, brał udział w bitwie pod Litawą (węg. Lajta) przeciw austriackiemu margrabiemu, Henrykowi II Jasormigottowi. W oddziałach wspierających w latach 1210–1213 bułgarskiego cara Boriła również wspominana jest obecność Seklerów (wraz z Wołochami, Sasami i Pieczyngami). W latach 1217–1221 brali udział w V wyprawie krzyżowej do Palestyny.
Począwszy od Beli III (1172–1196), królowie węgierscy osadzali Seklerów na terenach przygranicznych, pierwotnie przy zachodniej i północnej, a od XIII wieku w południowo-wschodniej i wschodniej części Siedmiogrodu. Ich zadaniem, prócz kolonizacji, była obrona granic Królestwa Węgierskiego. Seklerzy uzyskali wiele przywilejów królewskich, w tym zwolnienie od wszystkich obciążeń feudalnych prócz służby wojskowej. Ich ziemie zorganizowane były w marchię wojskową, co pozostawiło ślady aż po wiek XIX. Seklerzy byli jedną z trzech nacji siedmiogrodzkich (obok Węgrów i Sasów, tj. Niemców), których przywileje zostały potwierdzone aktem Unii Trzech Narodów (Unio Trium Nationum) w 1437 roku. Każdy z tych narodów był reprezentowany na sejmach siedmiogrodzkich. Dzięki niezależności Seklerzy przez długi czas nie stracili poczucia odrębności etnicznej.
W 1514 roku na czele buntów chłopskich stanął Sekler, Jerzy Doża, wciągnięty w szeregi ubogiej szlachty za swe zasługi w wojnach z Turkami. Domagał się uwolnienia chłopów od wszelkich ciężarów feudalnych, sekularyzacji dóbr kościelnych i reformy całego Kościoła oraz pełnej wolności dla chłopów. Chłopi seklerscy w roku 1599 zamordowali księcia siedmiogrodzkiego Andrzeja Batorego (bratanka króla polskiego Stefana Batorego).
Za panowania austriackich Habsburgów w roku 1763 wybuchło powstanie seklerskie, spowodowane nadmiernymi obciążeniami feudalnymi, nałożonymi przez rządców austriackich. Seklerzy brali również udział w powstaniu Lajosa Kossutha w czasie Wiosny Ludów 1848–49.

### Po rozpadzie Austro-Węgier
W 1920 roku na mocy ustaleń z Trianon Siedmiogród wraz z terenami zamieszkiwanymi przez większość Seklerów przypadł Rumunii. Postulat powrotu Seklerszczyzny do Węgier był głównym żądaniem węgierskich nacjonalistów w całym okresie międzywojennym, stanowiąc poważne obciążenie stosunków między Węgrami i Rumunią. Podczas II wojny światowej 30 sierpnia 1940 Seklerszczyzna powróciła na cztery lata do Węgier. W 1944 Armia Czerwona zdobyła Seklerszczyznę, przywracając stan sprzed 30 sierpnia 1940.
Po II wojnie światowej w pierwszych latach władzy komunistycznej powołano Węgierski Okręg Autonomiczny ze stolicą w Târgu Mureș, obejmujący regiony Maros, Csík, Udvarhely i Háromszék. Jednak już w 1960 roku obwód zmniejszono do rejonu Marusza, a autonomię istotnie ograniczono.
15 marca 2006 roku w miejscowości Odorheiu Secuiesc (węg. Székelyudvarhely) zgromadzenie Seklerów opowiedziało się jednogłośnie za autonomią dla zamieszkiwanego przez siebie terytorium. Oświadczenie odnosi się do Deklaracji Wiedeńskiej przyjętej w roku 1993, głoszącej, że każdy naród ma prawo do samorządu. Dokument zgodny jest również z Traktatem Paryskim z 1919 roku, w którym Rumunia zagwarantowała prawo do autonomii dla tej grupy etnicznej. Seklerzy zwrócili się też do Unii Europejskiej, by włączyła kwestię autonomii Wschodniego Siedmiogrodu do kryteriów, które państwo rumuńskie musiało spełnić przed przystąpieniem do jej struktur w 2007 roku.

## Religia
Seklerzy w części są wyznania rzymskokatolickiego (regiony Csík, Gyergyó, Kászon oraz północne części Udvarhely i Kézdiszék), w części – ewangelickiego, głównie kalwińskiego (regiony Marosszék, Orbaíszék, części Aranyosszék, Udvarhelyszék, Háromszék) i unitariańskiego (regiony Udvarhely, Sepsi, Aranyosszék).

## W kulturze popularnej
W książce Brama Stokera pt. Drakula główny bohater, hrabia Drakula, uważa się za Seklera, przy czym wypowiada się o Seklerach jako o ludzie wywodzącym się od Ugrów z Islandii i Hunów Attyli straszniejszego od diabła. Według Drakuli opierał się wrogom, w tym Madziarom, a podbity wreszcie przez nich, został uznany za bratni. Jako jeden z Czterech Narodów (Sasi, Wołosi, Madziarzy i Seklerzy) bronili granic przed Turkami, zmyli hańbę kosowskiej klęski Madziarów i Wołochów, ale po bitwie pod Mohaczem zrzucili węgierskie jarzmo.